# ويسيمار
ويسيمار أو ويزيمار كان ملك الوندال في فترة مبكرة من القرن الخامس الميلادي، وهو واحد من أولى الشخصيات البارزة في تاريخ مملكة الوندال.

## معلومات عنه
يعد ويسيمار أول ملك وندالي مؤكد ووضع الأساس للحكم الوندالي الذي استمر إلى الغزو البيزنطي.
تحت قيادت ويسيمار، بدأت مملكة الوندال في التوسع، حيث تمكن من تأكيد سلطته في شمال إفريقيا بعد وصوله إلى قرطاج.
كان ويسيمار معروفًا بقدرته على ترسيخ حكم الوندال في الأراضي الجديدة وإقامة إدارة مركزية.
تميزت فترة حكمه بالاحتكاك المستمر مع الإمبراطورية الرومانية الغربية، التي كانت تتصدى لتوسع الوندال.
توفي ويسيمار حوالي عام 430 ميلادي، وتمت خلافته من قبل الملك غوديجيسال، الذي واصل توسيع مملكة الوندال وتعزيزها.